# アメデーオ・ディ・サヴォイア＝アオスタ (1898-1942)
アメデーオ・ディ・サヴォイア＝アオスタ（Amedeo di Savoia-Aosta, 1898年10月21日 - 1942年3月3日）は、イタリア王家であるサヴォイア家の傍流サヴォイア＝アオスタ家の当主で、第3代アオスタ公。

## 生涯
第2代アオスタ公エマヌエーレ・フィリベルトとエレナ・ドルレアンスとの長男としてトリノに生まれる。1931年に父が亡くなるとアオスタ公となった。
イタリア王国の第一次世界大戦への参戦時に、わずか16歳で（王の許可を得て）志願入隊し、単なる輝けるヴォローイレ隊の伍長から戦争の功績により中尉に昇格した。
1930年代にはトリエステのミラマーレ城に滞在し、ゴリツィアの第29砲兵連隊を指揮した。
第二次エチオピア戦争を経て1940年にイタリア領東アフリカ帝国の副王となるが、翌1941年にイタリア領東アフリカがイギリスに占領され捕虜になる。1942年、タンガニーカにあるイギリス軍の捕虜収容所内で結核とマラリアを併発して死亡した。公爵位は弟のアイモーネに引き継がれた。

## 結婚と子女
1927年11月5日ナポリにて、オルレアン家当主ギーズ公ジャンの娘アンナと結婚し、以下の子をもうけた。
- マルゲリータ・イザベッラ・マリーア・ヴィットーリア・エマヌエーラ・エレーナ・ジェンナーラ（Margherita Isabella Maria Vittoria Emanuella Elena Gennara, 1930年4月7日、ナポリ・カポディモンテ宮殿 - 2022年1月10日、バーゼル）　オーストリア＝エステ大公ローベルトと結婚。3男2女を儲ける。
- マリーア・クリスティーナ・ジュスタ・エレーナ・ジョヴァンナ（Maria Cristina Giusta Elena Giovanna, 1933年9月12日、トリエステ・ミラマーレ城 - 2023年11月18日、サンパウロ）　カジミール・ディ・ボルボーネ＝ドゥエ・シチリエ（両シチリア王国の旧統治者ブルボン＝シチリア家の一員。両シチリア王フェルディナンド2世の孫にあたるガブリエーレ・ディ・ボルボーネ＝ドゥエ・シチリエの三男）と結婚。3男2女を儲ける。